# مالك بن عبد الله بن سنان الشهراني الخثعمي
مالك بن عبد الله بن سنان بن سرح الشهراني الخثعمي. أبو حكيم. ويعرف بمالك السرايا، أو مالك الصوائف. ولّي الصوائف (الحملات الصيفية) في زمن معاوية بن أبي سفيان. ثم في زمن ابنه يزيد بن معاوية، ثم في زمن عبد الملك بن مروان. مات غازيا في أرض الروم، وكسر المسلمون على قبره أربعين لواءً حداداً عليه، وكان قد قاد جيوش الصوائف أربعين سنة. يقال له صحبة، ولم يصح (أي لم يُثبت أنه كان صحابياً).

## نسبة كامل
في كتاب أسد الغابة في معرفة الصحابة، نسب مالك هو مالك بن عبد الله بن سنان بن سرح بن عمرو بن وهب بن الأُقيصر بن مالك بن قحافة بن عامر بن ربيعة بن عامر بن سعد بن مالك بن بشر بن وهب بن شهران بن عفرس بن حلف بن أفتل- وهو خثعم- كنيته أبو حكيم الخثعمي.

## حياته وسيرته
يقال له صحبة، ولم يصح (أي لم يُثبت أنه كان صحابياً).
يعرف بمالك السرايا ، أومالك الصوائف .
كان مالك أميراً على الجيوش في غزوة الروم أربعين سنة، أيام زمن معاوية بن أبي سفيان. وقبلها، وأيام يزيد بن معاوية، وأيام عبد الملك بن مروان. مات غازيا في أرض الروم، ولما مات كسر على قبره المسلمون أربعون لواءً، لكل سنة غزاها لواء حداداً عليه .
وكان صالحاً كثير الصلاة بالليل، وقيل: لم يكن له صحبة، وإنما كان من التابعين، والله أعلم.

## وفاته
مات غازيا في أرض الروم في حدود سنة 60 هـ (حوالي 680م) أو بعدها.